# Deronje
Deronje (srp.: Дероње, njem. Dornau, mađ, Dernye ) je naselje u općini Odžaci u Zapadnobačkom okrugu u Vojvodini.

## Stanovništvo
U naselju Deronje živi 2.847 stanovnika, od toga 2.241 punoljetnih stanovnika, a prosječna starost stanovništva iznosi 40,0 godina (38,5 kod muškaraca i 41,5 kod žena). U naselju ima 857 domaćinstava, a prosječan broj članova po domaćinstvu je 3,32.
Prema popisu stanovništva iz 1991.godine u naselju je živjelo 2.889 stanovnika.
| Etnički sastav 2002. |            |        |
| Narod                | Stanovnika | %      |
| Srbi                 | 2.458      | 86,33% |
| Romi                 | 307        | 10,78% |
| Hrvati               | 14         | 0,49%  |
| Mađari               | 13         | 0,45%  |
| Rusini               | 6          | 0,21%  |
| Crnogorci            | 4          | 0,14%  |
| Slovaci              | 4          | 0,14%  |
| Nijemci              | 2          | 0,07%  |
| ostali               | 9          | 0,23%  |
| nepoznato            | 18         | 0,63%  |

| broj stanovnika | 3147  | 3337  | 3312  | 3154  | 2963  | 2889  | 2847  |
|                 | 1948. | 1953. | 1961. | 1971. | 1981. | 1991. | 2001. |

- Do Drugoga svjetskoga rata u Deronjama je živjela velika zajednica Nijemaca koji su činili 30% stanovništva sela, Nijemci su poslije rata deportirani.
- 1910. Deronje je imao 2.668 stanovnika od čeka 860 Nijemaca.

## Galerija
| - Pravoslavna crkva - Katolička crkva - Raspelo ispred Katoličke crkve - Toranj Katoličke crkve |

## Vanjske poveznice
- Karte, udaljenonosti, vremenska prognoza  Arhivirana inačica izvorne stranice od 19. siječnja 2009. (Wayback Machine)
- Satelitska snimka naselja  Arhivirana inačica izvorne stranice od 16. veljače 2021. (Wayback Machine)